# Arnschwang
Arnschwang es una comunidad en el distrito de Cham en la Alto Palatinado. La región es parte del parque nacional de la alta Bosque Bávara y ofrece una cantidad de atracciones turísticas. En los últimos años la comunidad ha progresado convirtiéndose en un centro de producción de energía no contaminante de la biomasa y agua.

## Zona geográfica
El lugar está situado en el paso de la Bosque Bávara del Bosque de Bohemia. Aproximadamente 16 kilómetros al noreste de la capital de distrito Cham en el valle del río Chamb.

## Historia

### Fase inicial
Los primeros habitantes de la región de Arnschwang fueron los celtas que dejaron rastros visibles en el primero siglo antes de Cristo. En el Burgholz en dirección de Zenching hay todavía un nemeton bien conservado de las celtas que servía probablemente tanto para objetivos de culto como lugar de reunión y de jurisdicción para la población en el entorno. 
De la lengua de estos primeros demostrables habitantes del sitio Arnschwang y el Chamb pueden derivar su nombre: "wang", que significa un campo plano o una pradera. El antropónimo "Aruni" está delante. Pastos de ganados en el valle del Chamb servían Arnschwang para su nombre. De los "pastos del Aruni“, „Aruni-wang" se puso "Arinswanch", al correr del siglo XIV “Ornswanch” y finalmente "Arnschwang".

### Formación de la parroquia
Pocas décadas después de la formación del monasterio en Chammünster, también en Arnschwang una iglesia fue construida en el año 795. La dimensión desacostrumbrada de la parroquia y el patrocinio del San Martín de la iglesia que son raros para la Alto Palatinado son indicios de una tal fecha de fundación temprana. Por lo tanto la parroquia sería la más vieja hija de la iglesia uro que está ubicada en Chammünster. 
De la parroquia de Arnschwang la ciudad Furth im Wald fue separado en 1585 y en 1697 lo mismo pasó con Dalking.

### Castillo y población en la Edad Media
La primera mención auténtica de Arnschwang fue en el año 1173. En aquel tiempo fue nombrado vasallo del Margrave del Cham de este sitio.

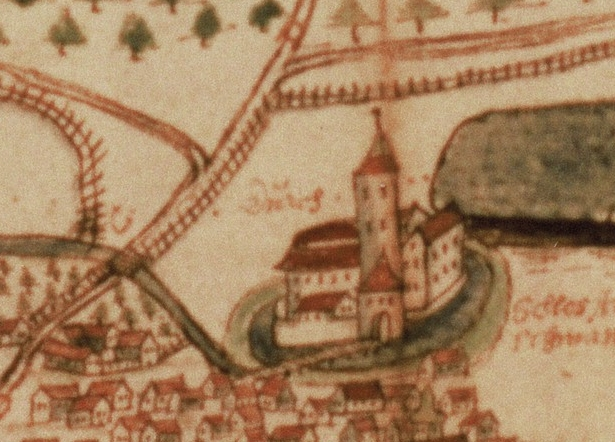
Castillo rodeado de agua, Arnschwang 1607

En este tiempo nacieron los dos espacios de asentamiento que todavía están bien reconocibles en la estructura del pueblo: La iglesia con una fortificación impresionante en el punto más alto del pueblo viejo, y el castillo rodeado de agua cerca del río Chamb con su patio de economía y un molino.
Después del sexo de los Arnschwanger siguió la familia de los Kälbl en el siglo XIV, más tarde los Püdensdorfer y los Sattelbogner.
Desde el año 1426 la región fue atacada y saqueada con mucha frecuencia por los husitas que entraban rápidamente. 
Cuando el káiser Heinrich sufrió una derrota con un ejército grande en Bohemia, sólo el caballero Erasmus Sattelbogner pudo llevar sus fuerzas armadas a casa. A este acontecimiento durante las Guerras Husitas se une la pieza de teatro que está representado cada año en el Drachenstich de Furth im Wald.
1489 el señor de castillo Sigmund de Sattelbogen de Arnschwang se revolvió con varios otros caballeros contra el duque de Baviera en el Löwlerkrieg. Arnschwang fue saqueado y a continuación el castillo fue destruido.
Entre 1527 y 1612 Arnschwang estuvo en poder de la familia de Franconia Fuchs von Wallburg. 
En la Guerra de los Treinta Años unas tropas suecos atacaron y saquearon el pueblo dos veces. Después de la primera invasión en 1633, pocas semanas más tarde llegó la peste a Arnschwang y cobró más que 280 víctimas mortales. 
En su apuro la gente de Arnschwang hizo en aquel tiempo un voto que dice que peregrinan cada año a Weißenregen cerca de Kötzting a la Virgen María. Esa tradición se ha conservado hasta hoy.

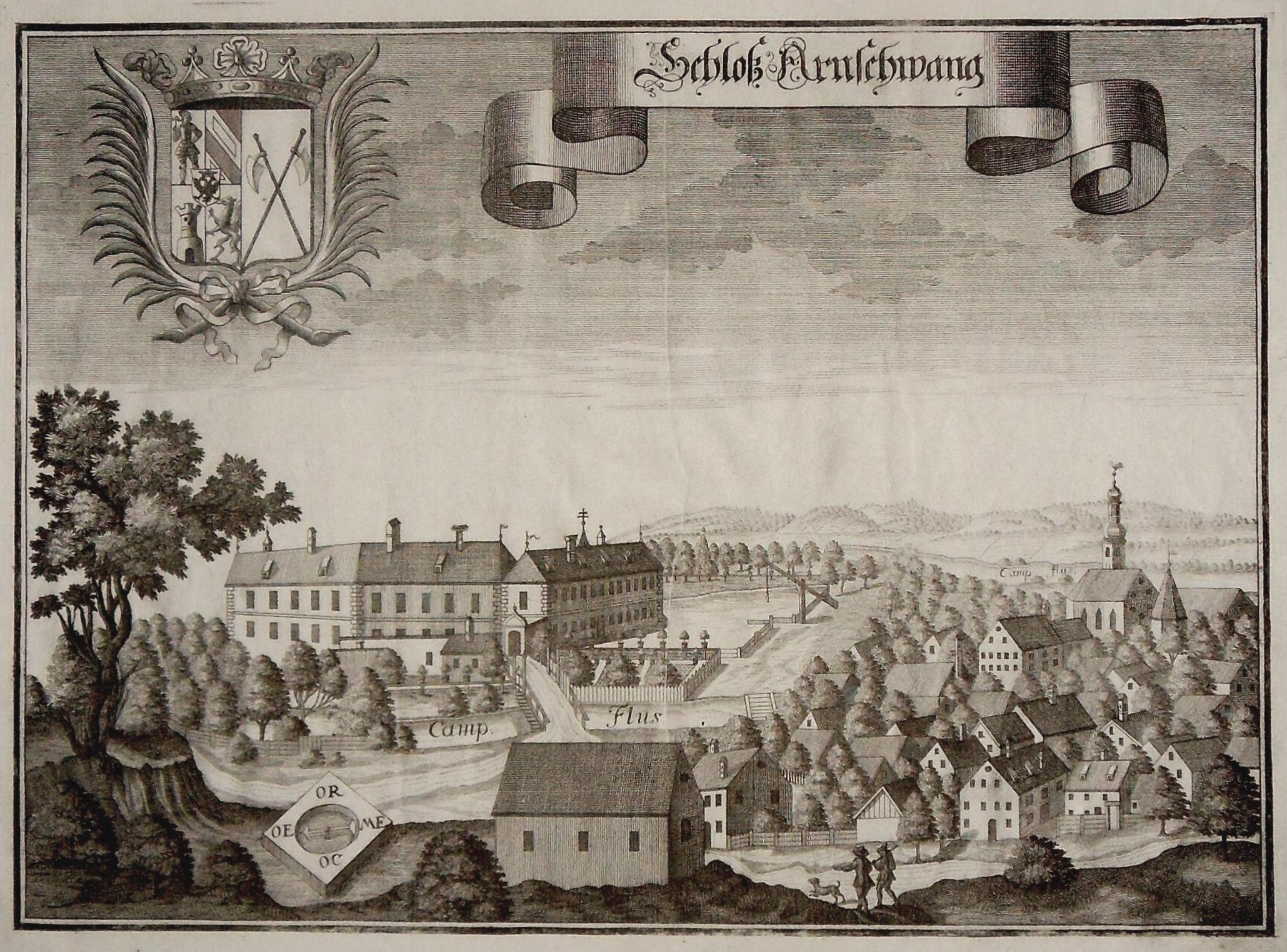
El castillo rodeado de agua, Arnschwang hacia 1700

### La Hofmark en la Edad Moderna
1722 Alois Bonaventura, conde de Kreuth, tomó la Hofmark Arnschwang. En aquel tiempo nació la galería señorial encima de la sacristía que se todavía puede admirar en la iglesia hoy. 
1801 el barón del imperio von Völderndorff adquirió la hacienda Arnschwang. Empezó de construir una azucarera aquí, intentaba la fabricación de vidrio y finalmente hervía vinagre.
1826 el Estado bávaro tomó la hacienda y a continuación vendió las propiedades a distintos particulares.

### El incendio del pueblo en 1858
Al día de Michaeli (el 29 de septiembre) del año 1858 casi todo el pueblo fue destruido por un voraz incendio. La escuela, la parroquia y 41 edificios de viviendas con 142 dependencias del servicio quedaron completamente arrasados, 240 hombres se quedaron sin techo. Con ayuda de una recaudación en todo el país el pueblo fue reconstruido.

### La comunidad moderna
Como consecuencia de la reforma territorial de la comunidad, las más grandes partes de las comunidades de Zenching y Nößwartling fueron integradas a Arnschwang el 1 de julio de 1972. Después de una resistencia muy enconada de los habitantes de Arnschwang, la pertenencia de la comunidad a la agrupación de municipios de Weiding fue revocada pocos años después. 
Desde 1985 Arnschwang es otra vez una comunidad independiente.

## La política

### El blasón
El blasón fue autorizado por el gobierno del Alto Palatinado el 19 de abril de 1984. 
La comunidad de Arnschwang está situada en las costas del río Chamb (la raya de olas), en la cuenca de Furth, y tiene una iglesia de San Martín muy vieja. Por eso, en el centro del blasón el patrón de la iglesia San Martín fue puesto. Su espada debe tener un significado simbólico al mismo tiempo porque la casa parroquial fue afectada muchas veces por acontecimientos de la guerra. Especialmente en las guerras de los husitas (1419 – 1433), el pueblo sufrió mucho. El propietario de la Hofmark de aquel tiempo, Erasmus Sattelbogner, se había hecho famoso por su heroica lucha contra los husitas. El blasón de los de Sattelbogen (compartido de oro, rojo, plata), que fue extinguido en el siglo XV, también fue retomado en el blasón de la comunidad de Arnschwang. La pertenencia al territorio de la familia Wittelsbach viene subrayada por la coloración de plata y azul.

## El tráfico

### La calle
A través del territorio de la comunidad pasa la traza de la carretera federal Bundesstraße 20 que va de Cham hasta la frontera checa-alemana. 

### El ferrocarril
Arnschwang tiene una estación de tren en el recorrido de Cham y Furth im Wald que está manejada casi cada hora en ambas direcciones por los trenes regionales de la Oberpfalzbahn. 

### El tráfico aéreo
Cerca de Arnschwang hay un pequeño aerodrómo con las coordenadas 49 16 19,2 N / 12 46 48,0 E.

## Monumentos

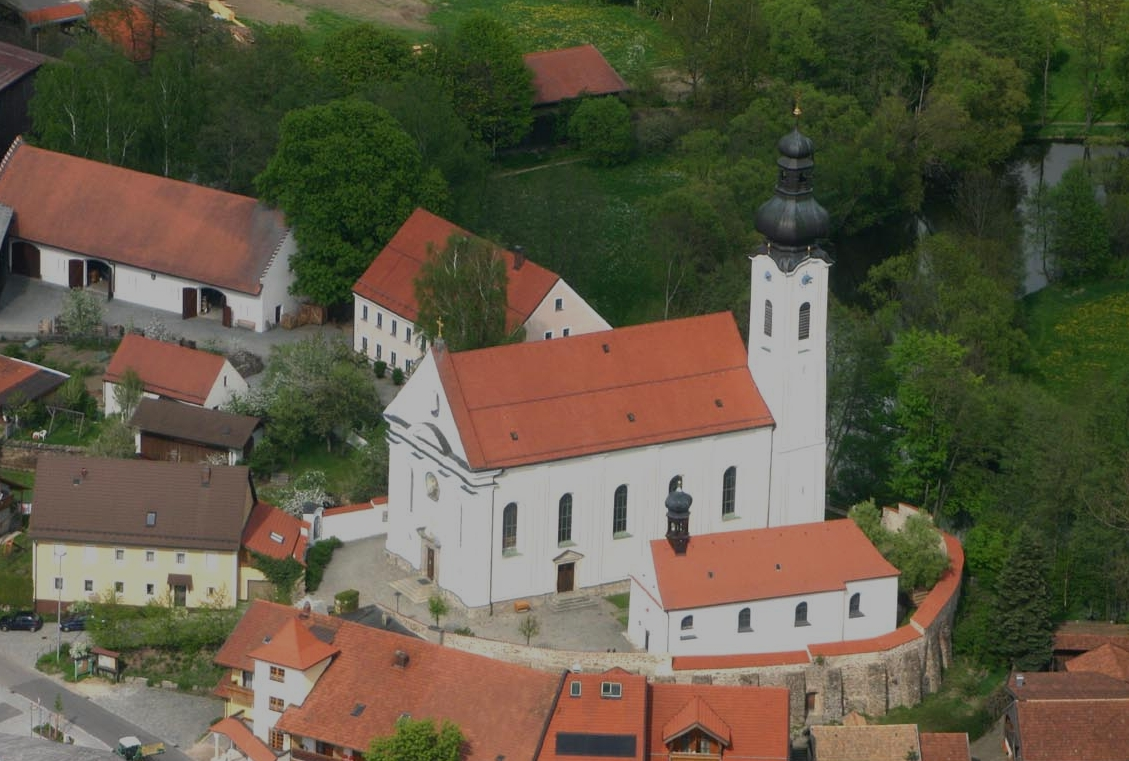
La iglesia parroquial de San Martín

### Las iglesias

#### La iglesia parroquial de San Martín
El aspecto del pueblo está caracterizado por la iglesia parroquial barroca de San Martín. 
El coro es de origin gótico, tanto en sus muros de fuera como en el fundamento de la torre. En 1723 fue construida de nuevo. La larga parte de la iglesia fue subida, ampliada y prolongada por dos yugos en 1899.

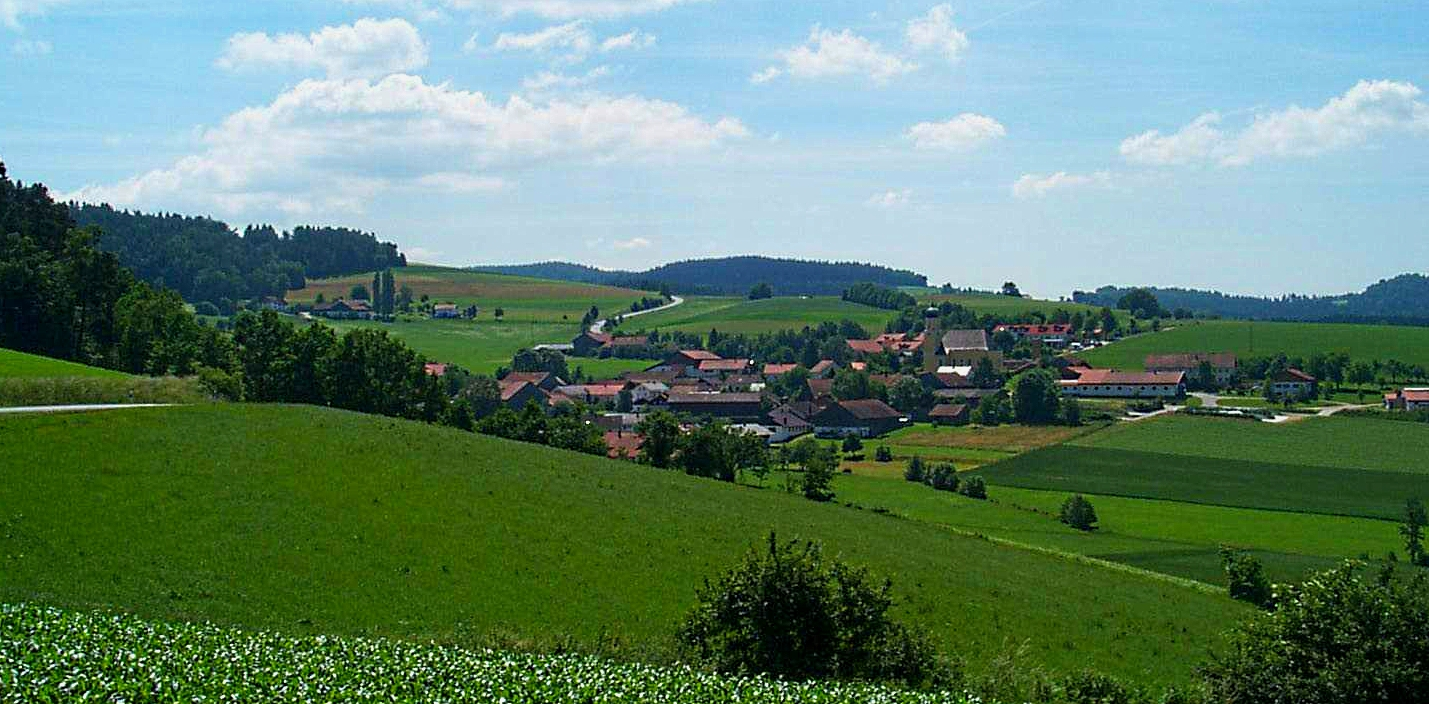
Zenching e iglesia de San Ägidius

#### La iglesia de Santo Gil (Ägidius)
En el barrio de Zenching está la iglesia de Santo Gil del siglo XVIII. La iglesia fue reconstruida con el uso de materiales presentes en 1730. En 1845 fue ampliada por dos capillas y en 1939 la parte larga fue derribada y hubo una reconstrucción de la nave.

#### La Danza de la Muerta
En la capilla en Zenching está la única Danza de la Muerte al este de la Alto Palatinado. La muerte está presentado en 8 cuadros que fueron creado del pintor Martin Josef Hueber de Kötzting más o menos en el año 1760. En el año 1910 fueron renovados por el pintor artista Schmalzl de Falkenstein que los modernizó en la forma y el estilo.

#### Patrona Bavariae de vidrio
En la fachada con frontón de vidrio de la capilla en Tretting la patrona bavariae está presentado como patrona. Fue creado por el artista de vidrio Bernhard Schagemann en el año 2002 con la técnica de las formas perdidas. Hay una decoración interior moderna y un viacrucis con 14 losas de relieve de cerámica sin esmalte de la escultora Veronika Schagemann del mismo año.

### LBV-centro hombre y natura
En el barrio de Nößwartling se puede visitar el molino viejo del centro hombre y natura.

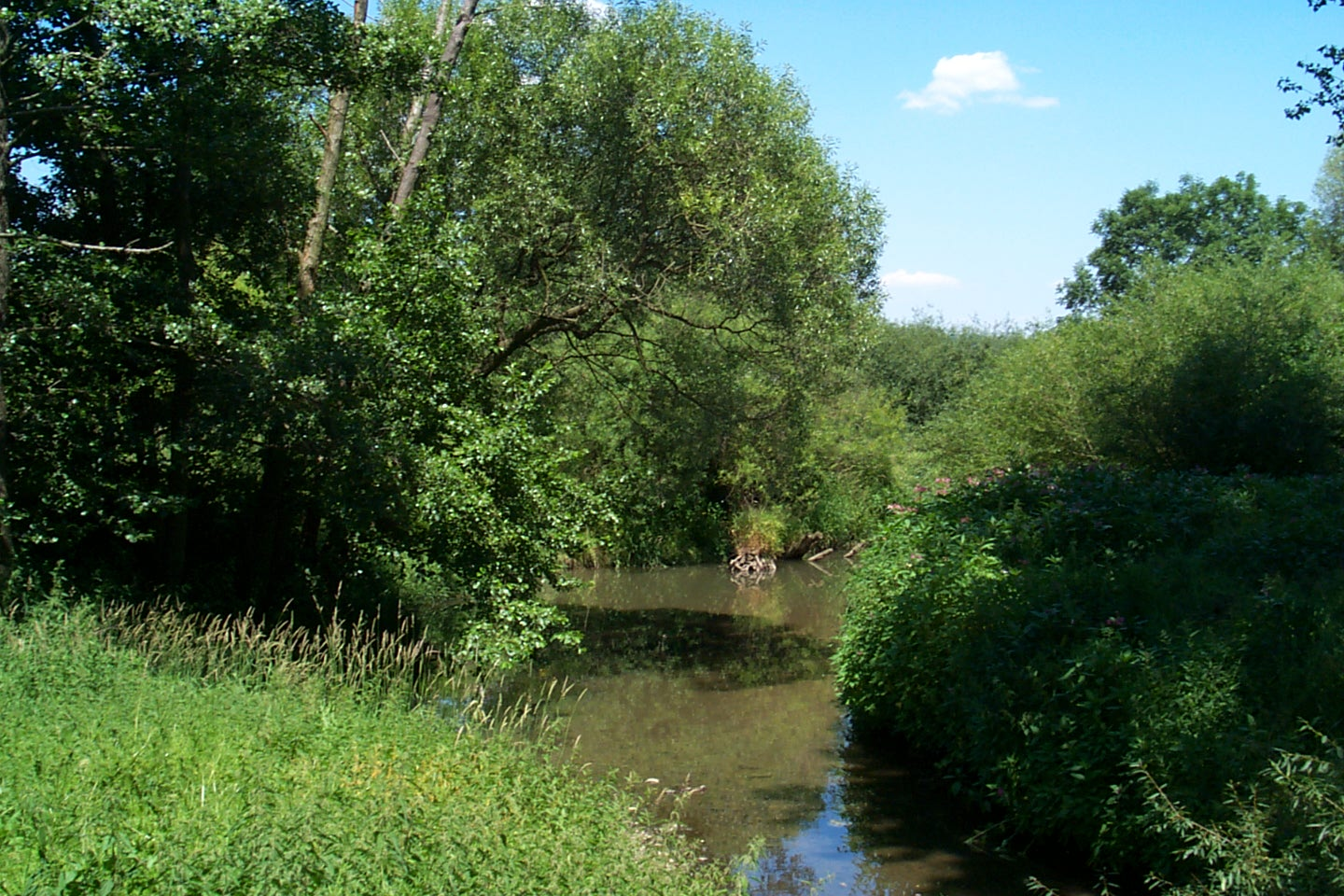
LBV-centro hombre y natura en Arnschwang

El molino viejo en Nößwartling es de la propiedad de la comunidad de Arnschwang desde 1991. La isla de alambre que está situada immediatamente cerca del centro de LBV está arrendada desde el año 1979 del LBV. Esta isla está adecuada por la construcción de unos biotopos, para que la flora rara y sobre todo la fauna pueda mantenerse.

### Monumentos de la tierra
- Cerca del barrio de Zenching hay un nementon bien conservado de un tiempo precristiano.
- Los nemeton de los suecos en el Ponnholz son de origen de la Alta Edad Media y fueron construido por la protección de la calle vieja entre Cham y Furth im Wald.
- Viejas minas para la explotación de la cal todavía son reconocibles en el campo abierto del barrio de Kalkofen.

### Caminos subterráneos
En Arnschwang había numerosos caminos subterráneos, llamados "Schrazellöcher".

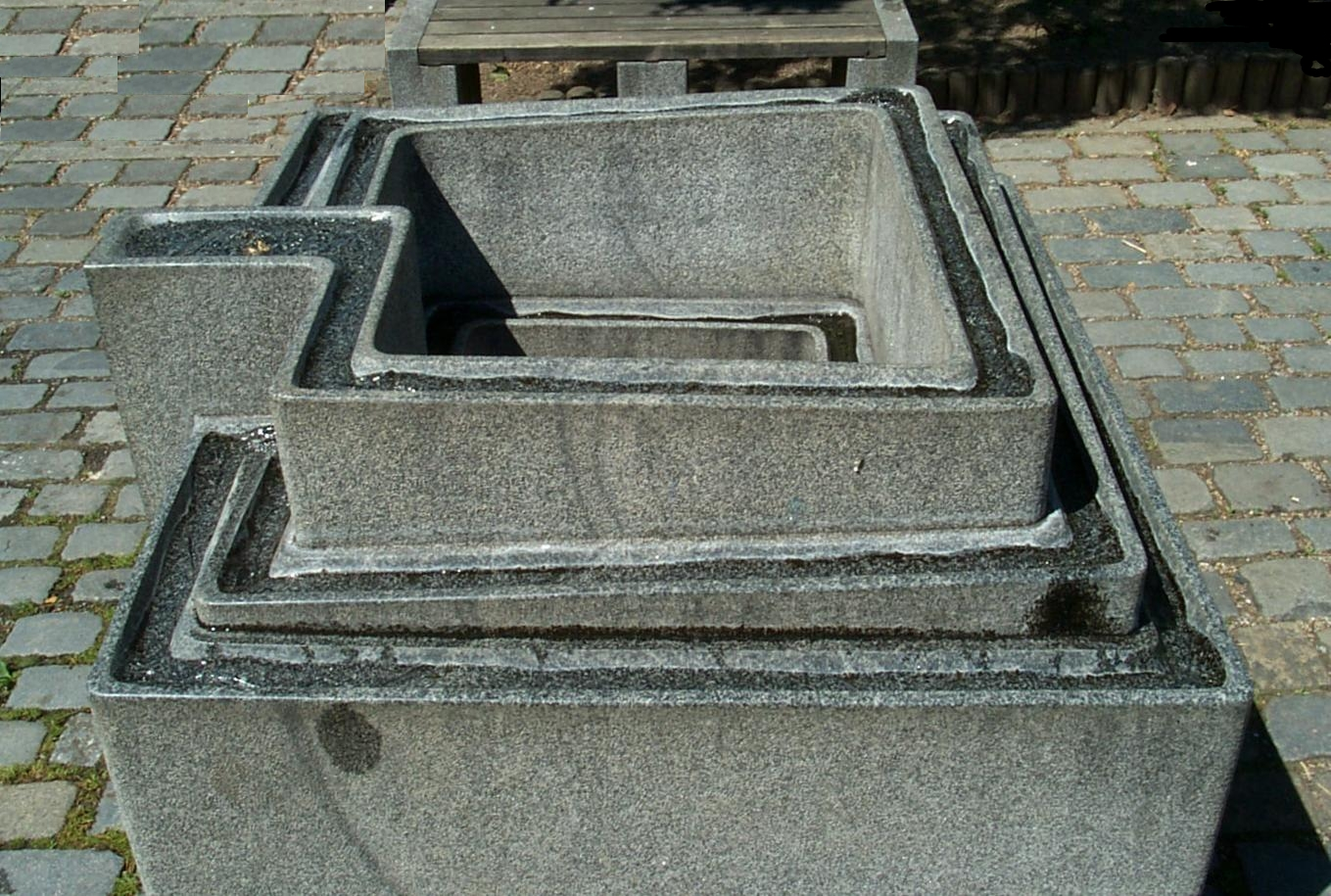
El fuente laberinto de Toni Scheubeck

### Fuente laberinto
Es una fuente para el pueblo hecho del escultor nativo Toni Scheubeck con motivo de la fiesta de los 1200 años en 1995. Está hecho de granito de Fürstenstein, las acequias están pulidas y por eso parecen más claras; el resto de la superficie está sombreada. El lugar de la naciente y la desembocadura de la corriente de agua en el fuente están marcado con las fechos de los años 795 y 1995.

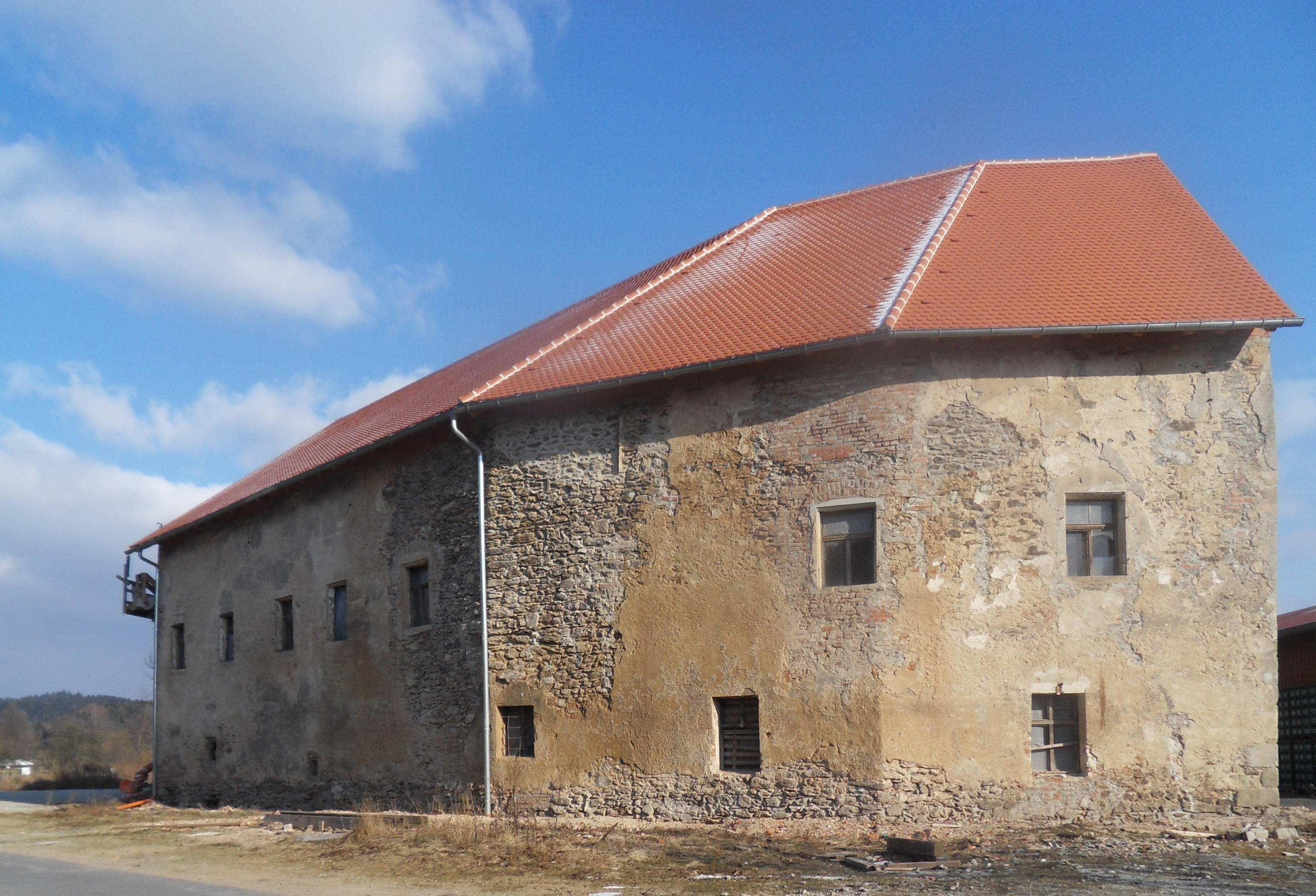
Castillo rodeado de agua, Arnschwang 2012

### El castillo rodeado de agua
Se trata de una construcción de dos plantas y muy largo. Hay restos de pinturas de arquitectónicas como rebordes de ventanas. 
Sólo el ala oeste se ha conservado de la construcción que antes había sido de tres palas. La planta baja con unos partes de la planta superior forman parte de la estructura del edificio del siglo XIV y XV. En las etapas siguientes se han hecho numerosos cambios en el edificio. Al principio del siglo XX una planta fue derribada.
Desde 2010 el edificio está rehabilitado fundamentalmente.